# Jap
Jap, pseudonimo di Paolo Rega (Napoli, 2 agosto 1977), è un rapper italiano attivo dal 1997.

## Biografia
Jap nasce a Napoli nel 1977 ma in tenera età si trasferisce con la famiglia a Caldiero, in provincia di Verona.
Le prime esperienze come MC sono datate metà anni 1990 con la fondazione del gruppo Criminali Lirici assieme a Jimbo e DJ Minga nel 1994. Nel 1997 il trio pubblica il primo demo intitolato Sotto il suolo realizzato interamente nello Studio T con il supporto di DJ T. La connessione con un altro gruppo veronese Quarta Dimensione di cui facevano parte anche Zampa e Shen fa nascere la crew Osteria Lirica.
Jap pubblica il suo primo album da solista nel 2002, intitolato Questione di gusto, e collabora con altri esponenti del panorama Hip Hop, quali ATPC, Zafrica Brasil, Zeda, Zona Blu e Zampa. Stretti anche i rapporti con il collettivo Spregiudicati per cui collabora a L'Alba de La Créme, Riprendiamoci Tutto di Bat One e The Fottamaker di Asher Kuno.
Nel 2005 Jap torna ai progetti solisti pubblicando Occhi di ghiaccio, sotto etichetta La Suite Records, registrato a Rovereto presso Altro Pianeta Rec. e mixato alla Fortezza di Bassi Maestro. Sono presenti collaborazioni di Altro Pianeta, Zampa, Spregiudicati, Il Maniaco, DJ Steve, mentre le produzioni sono affidate a Jimbo, Altro Pianeta, Flesha, Jack the Smoker, Paggio e Mastrobeat. L'unico singolo estratto dall'album, Notte senza stelle, viene trasmesso da più emittenti televisive nazionali, tra cui All Music, Hit channel e Rai 2 (in seconda serata).
Dopo un lungo periodo di pausa, passato tra una collaborazione e un'altra con Eta&Norex (Altro Pianeta), nel 2009 pubblica Ill Rap con Paggio (produttore musicale dell'intero progetto). Nonostante l'album sia autoprodotto, la qualità è ottima. Registrato presso Altro Pianeta Rec. e mixato ai Press Rewind Studios di Bassi Maestro, vanta le collaborazioni di DJ Double S, Jack the Smoker, Bat One, DJ Kamo e molti altri. La traccia portante Ill Rap è il singolo estratto.
Big Planz è il primo singolo estratto da Bombe a mano, album la cui uscita prevista per il 2011 viene posticipata ai primi mesi del 2012. Come il precedente è interamente prodotto musicalmente da Paggio, registrato presso Altro Pianeta Rec. e mixato da Bassi Maestro ai Press Rewind Studios. Il nuovo progetto  offre un suono che si avvicina molto più al Reggae e molte collaborazioni interessanti, tra cui lo stesso Bassi Maestro, Jack the Smoker, Palla&Lana, Zampa e Ares. Ares è presente nel ritornello del secondo singolo estratto Presi bene. Pochi mesi dopo la pubblicazione, l'album viene promosso e sponsorizzato dall'etichetta Like me Studios.
A Dicembre 2016, pubblica il suo terzo album da solita, Hate&Love, con le collaborazioni di Zampa, Flesha, Supa e altri. Nel 2018 esce il singolo Occhio di Ghiaccio pt. 2, sequel della prima traccia del 2005, e dall'anno successivo è al lavoro per il suo quarto album, previsto per fine 2020

## Discografia

### Album studio

#### Solista
- 2002 – Questione di gusto
- 2005 – Occhi di ghiaccio
- 2016 – Hate&Love

#### Con Paggio
- 2009 – Ill Rap
- 2012 – Bombe a mano

### Collaborazioni
- 2001 – Zampa feat. Jap, Rido - Vizi (da Gorilla guerriglia)
- 2003 – La Crème feat. Jap, Zampa - Luci Maledette (da L'alba)
- 2003 – Asher Kuno feat. Jap, Zampa, Mistaman, Rido - Luci Maledette (da The Fottamaker)
- 2004 – Bat One feat. Mistaman, Zampa, Jap, MDJ - Riprendiamoci tutto pt. 2  (da Riprendiamoci tutto)
- 2004 – Zampa feat. Jap - La Mia Via (da Lupo solitario)
- 2004 – Zampa feat. Jap - Le Cose Accadono (da Lupo solitario)
- 2006 – Zampa & Jack the Smoker feat. Jap - Mille sbatti (da Il suono per esistere)
- 2006 – Zampa & Jack the Smoker feat. Jap - Verona City (da Il suono per resistere)